# Canton judiciaire (Belgique)
Pour les articles homonymes, voir Canton (homonymie).
Pour un article plus général, voir Canton.
Ne doit pas être confondu avec les cantons électoraux, les cantons scolaires et les cantons de milice.
Le canton judiciaire est, en Belgique, le ressort territorial d'une Justice  de paix.
Il existe (au 01/01/2020) 162 cantons judiciaires et 228 sièges de Justice de paix (ces nombres sont susceptibles de varier à la suite de modifications législatives).
En raison de la dénomination de son ressort juridictionnel, le Juge de paix est aussi appelé Magistrat cantonal ou Juge cantonal.

## Territoires des cantons judiciaires
Le canton judiciaire est composé d'une ou de plusieurs communes ou encore d'une partie de commune (en zone urbaine).
Un canton judiciaire dispose d'un ou de plusieurs sièges. Dans ce dernier cas, chaque siège exerce sa juridiction sur un territoire déterminé.
Les cantons judiciaires sont regroupés pour former un arrondissement judiciaire.

## Réforme de 1999
La carte actuelle des cantons judiciaires résulte principalement d'une réforme de 1999. 
Cette reforme a notamment permis de prendre en compte la fusion des communes de 1977. En effet, les cantons judiciaires étaient toujours définis en termes d'anciennes communes non fusionnées ou de partie de celles-ci. Les cantons judiciaires et les arrondissements judiciaires ne respectaient donc pas les limites des communes et parfois même des provinces. Il était donc devenu difficile pour le justiciable de déterminer la Justice de Paix compétente.
D'autre part, un des buts de la réforme était de mieux tenir compte de la démographie.